# Собоба
Собоба (англ. Soboba Reservation) — индейская резервация народа луисеньо, расположенная на Юго-Западе США в южной части штата Калифорния.

## История
Во время испанского и мексиканского правления в Калифорнии группа собоба из народа луисеньо была признана устоявшейся индейской общиной. Примерно в 1815 году миссия Сан-Луис-Рей основала ранчо Сан-Хасинто в качестве своего самого дальнего предприятия крупного рогатого скота, и индейцы луисеньо были привезены с ними в качестве рабочих на ранчо. К 1880 году большая часть земель ранчо была продана и племя собоба осталось без законных прав на свою землю и воду.
19 июня 1883 года президент США Честер Артур своим указом учредил индейскую резервацию Собоба, участок площадью 3172 акра, который включал деревню Собоба и прилегающие холмы.

## География
Резервация расположена в южной части Калифорнии на западе округа Риверсайд. Штаб-квартира племени находятся в долине Сан-Хасинто. Общая площадь резервации составляет 31,63 км², из них 31,18 км² приходится на сушу и 0,45 км² — на воду.

## Демография
По данным федеральной переписи населения 2010 года население Собобы составляло 482 человека.
В 2019 году в резервации проживало 379 человек. Расовый состав населения: белые — 53 чел., афроамериканцы — 2 чел., коренные американцы (индейцы США) — 274 чел., азиаты — 0 чел., океанийцы — 0 чел., представители других рас — 24 чел., представители двух или более рас — 26 человек. Плотность населения составляла 11,98 чел./км².

## Экономика
В конце ХХ-го века племя собоба основало игровое казино, чтобы получать прибыль для экономического развития и поддержки своего народа. Согласно калифорнийскому и федеральному законам об азартных играх, племя может управлять казино в своей резервации, которая является суверенной территорией. Это казино является одним из наиболее успешных индейских игровых заведений в штате Калифорния. Оно расположен примерно в 160 км к юго-востоку от Лос-Анджелеса. Soboba Casino является крупнейшим источником дохода для племени.
До основания казино основной отраслью экономики являлось сельское хозяйство — в резервации развито производство абрикосов. 